# Коэн, Жан-Луи
Жан-Луи́ Коэ́н (фр. Jean-Louis Cohen; 20 июля 1949, Париж — 7 августа 2023) — французский историк архитектуры, искусствовед, куратор. Специалист в области архитектурного модернизма и постмодернизма. Исследователь архитектуры Ле Корбюзье и конструктивизма. Иностранный член РААСН.

## Биография
Жан-Луи Коэн родился 20 июля 1949 года в Париже в еврейской семье с научными и революционными традициями. Дед — лингвист, отец — биолог, мать — химик.
Несколько лет после Второй мировой войны отец Коэна работал корреспондентом французской коммунистической газеты «Юманите» в Москве. Он привил своим детям любовь к русскому языку, которым прекрасно владел, и к СССР. Со школьных лет Жан-Луи говорил по-русски с небольшим французским акцентом. Впервые он посетил СССР подростком в 1965 году и провёл несколько недель в пионерском лагере «Орлёнок» на Чёрном море.
На профессиональный выбор Коэна — практику, теорию и историю архитектуры — наибольшее влияние оказал близкий друг его родителей французский архитектор Поль Шеметов (род. 1928), сын иммигранта из России, художника Александра Шема. Также на Коэна повлияла прочитанная им сразу же после публикации в 1967 году книга «Город и революция» Анатоля Коппа, выходца из семьи еврейских иммигрантов из России, в 1950-х годах посетившего СССР и ставшего одним из первых западных исследователей русского авангарда.
Архитектурное образование Жан-Луи Коэн получил в парижских вузах. В 1985 году он защитил докторскую диссертацию по истории архитектуры в университете École des hautes études en Sciences Sociales в Париже.
Некоторое время после завершения архитектурного университетского образования Коэн работал над градостроительными и реставрационными проектами, но постепенно полностью перешёл в историю и теорию архитектуры. В 1973 году Коэн начал заниматься исследовательской деятельностью и подружился с Анатолем Коппом. Копп познакомил его со своим кузеном Олегом Швидковским — известным советским историком и искусствоведом. Швидковский, в свою очередь, ввёл Коэна в круг видных советских историков и архитекторов. С одними из первых Коэн познакомился с Селимом Хан-Магомедовым, Анатолием Стригалёвым и Вигдарией Хазановой. Особое значение Коэн всегда придавал своей встрече с Константином Мельниковым в 1974 году, незадолго до смерти знаменитого архитектора.
Мельников был экстраординарно талантливым и оригинальным архитектором. Его нельзя причислить ни к конструктивистам, ни к рационалистам. Он даже обижался, когда его называли конструктивистом. А когда я впервые появился на пороге его дома с просьбой обсудить его конструктивистские проекты, он просто захлопнул передо мной дверь. Мне долго пришлось подбирать правильные слова, чтобы добиться его расположения. Он был уникальным изобретателем очень персональных, поэтичных и экспрессивных форм. Я мог бы сравнить его с Фрэнк Ллойд Райтом по уровню оригинальности и таланту к изобретению истинно уникальных архитектурных композиций. Он обладал великим чувством и чутьем в вопросах монументальности, структуры и фактуры. Он очень хорошо разбирался в подручных строительных материалах. В отличие от некоторых других архитекторов, мечтавших о строительстве зданий из стекла и стали, Мельников максимально и инновационно использовал кирпич, предпочитая работать с широко доступными материалами и простыми технологиями для достижения незаурядной архитектуры.
В 1978 году Коэн вместе с Алексеем Гутновым курировал выставку «Урбанистическое пространство в СССР» в Центре Помпиду. В том же году он организовал поездку молодых российских архитекторов во Францию. В 1979 году Коэн выступил куратором архитектурной секции выставки «Москва-Париж» с большим количеством конструктивистских рисунков из собраний Музея архитектуры имени Щусева.
Главным событием в своих исследованиях русского авангарда Коэн считал написание книги «Ле Корбюзье и мистика СССР. Теории и проекты для Москвы», изданной в 1987 году во Франции, в 1992 году в США и в 2012 году — в России.
Жан-Луи Коэн — профессор Института изящных искусств при Нью-Йоркском университете и Принстонского университета.
Умер 7 августа 2023 года.